# Дундагский район
Дундагский район (латыш. Dundagas rajons) — административный район Латвийской ССР, существовавший в 1949—1956 годах.
Создан 31 декабря 1949 года путем объединения территорий Дундагской и Анцской волостей Вентспилсского уезда, а также части Арлавской волости Талсинского уезда. Центр района — село Дундага, которому с 21 февраля 1950 года присвоен статус посёлка городского типа.
С 1952 по 1953 год Дундагский район входил в состав Лиепайской области. 14 июня 1954 года были ликвидированы Дундагский, Лиелирбенский, Лонастский, Мазирбениекский и Плинтинский сельсоветы.
Дундагский район был ликвидирован 30 марта 1956 года, а его территория разделена между Вентспилсским и Талсинским районом. На момент ликвидации Дундагский район включал в себя 14 сельсоветов.